# К-573 «Новосибирск»
К-573 «Новосибирск» — российская многоцелевая атомная подводная лодка 4-го поколения, третий корабль проекта 885М «Ясень-М» и первый серийный.

## История строительства
Строительство подлодки началось в ноябре 2011 года. Изначально планировалось дать кораблю имя «Уфа», однако позже он был назван «Новосибирск». Церемония закладки состоялась 26 июля 2013 года и была приурочена ко Дню ВМФ.
14 апреля 2014 года пресс-служба ОАО «ПО „Севмаш“» сообщила, что на «Новосибирске» завершается формирование прочного корпуса. В августе 2014 года на АПЛ «Новосибирск» успешно проведены гидравлические испытания прочного корпуса. 
Спущена на воду 25 декабря 2019 года.
2 июля 2021 года подлодка вышла на заводские ходовые испытания.
20 декабря был подписан приёмный акт, а 21 декабря 2021 года К-573 официально вошёл в состав ВМФ России.

## История службы
В сентябре 2022 года К-573 успешно перешёл с Северного на Тихоокеанский флот, 16 сентября совместно с К-186 «Омск» осуществил ракетный залп из надводного положения по морской мишени. 28 сентября прибыл в Вилючинск к месту постоянного базирования. В 2022 году «Новосибирск» завоевал приз Главнокомандующего ВМФ по тактической подготовке.
14 ноября 2023 года в Новосибирске заключено соглашение о шефской помощи с компанией «Гидромаш» (холдинг РАТМ).
По состоянию на 2024 год К-573 «Новосибирск» находится в составе сил постоянной готовности, входит в состав 10-й дивизии подводных лодок Тихоокеанского флота с базированием на Вилючинск.